# 이민규 (1992년 3월)
이민규(1992년 3월 14일 ~ )는 대한민국의 축구 선수이며 포지션은 공격수이다. 동명이인으로 똑같은 1992년생 축구 선수 이민규가 있다

## 축구인 경력

### 선수 경력
2010년 고등학교를 졸업하기전 디나모 모스크바에 입단하였다. 영입 후 훈련에서 좋은 모습을 보여 즉시 전력으로 판단한 코치진은 2군 테스트 없이 바로 1군 전지 훈련에 참가하여 좋은 평가를 받아 1군에 합류하였다
심장 수술로 인해 1군 계약이 미뤄지고 구단 수뇌부의 정치 싸움 영향으로 상호 계약 해지 하였지만 체코 빅토리아 플젠(FC Viktoria Plzeň)과 이민규 선수의 계약 직전에 갔지만 디나모는 계약에 있지 않은 이적료를 요구하여 계약이 불발되었다. 그 후 디나모 모스크바의 코치였던 알렉산드라 보키라는 은사의 도움으로 SK hranice로 이적 후 리그에서 좋은 모습을 보여, 벨라루스 또는 체코 1부 리그 팀과 계약 이야기가 오고 갔지만 앞서 설명처럼 디나모의 계속되는 이적료 요구 문제로 계약이 지지부진되어 결국 디나모와의 본 계약이었던 3년이 모두 지나고 보스만 룰을 적용하여 자유의 몸이 되었다.
태국에서 선수 생활을 하게 되어
BTU 시즌 막마지에 합류하여 좋은 모습으로 krungtonburi FC에 이적하여 팀의 첫 헤트트릭을 기록하는 선수가 되었다.
2017년 말에 Ubon Ratchathani FC와 계약하여 2018년시즌을 함께 하였다.
Ubon Ratchathani FC와 계약을 마친 뒤 한국으로 2020년에 돌아왔으며, 그 후에는 축구 게임 관련 회사에 입사한 것으로 알려져 있으며, 이후 소식은 불투명하다.